# منوب (یمن)
 منوب  روستایی است در ناحیهٔ (بنی أکثم)، در عزلهٔ (بنی خولان)، از توابع استان صَعده در کشور یمن در شبه جزیره عربستان.

## جمعیت
جمعیت آن (۱۳۶) نفر (۸ خانوار) می‌باشد.